# Dimissioni di papa Benedetto XVI

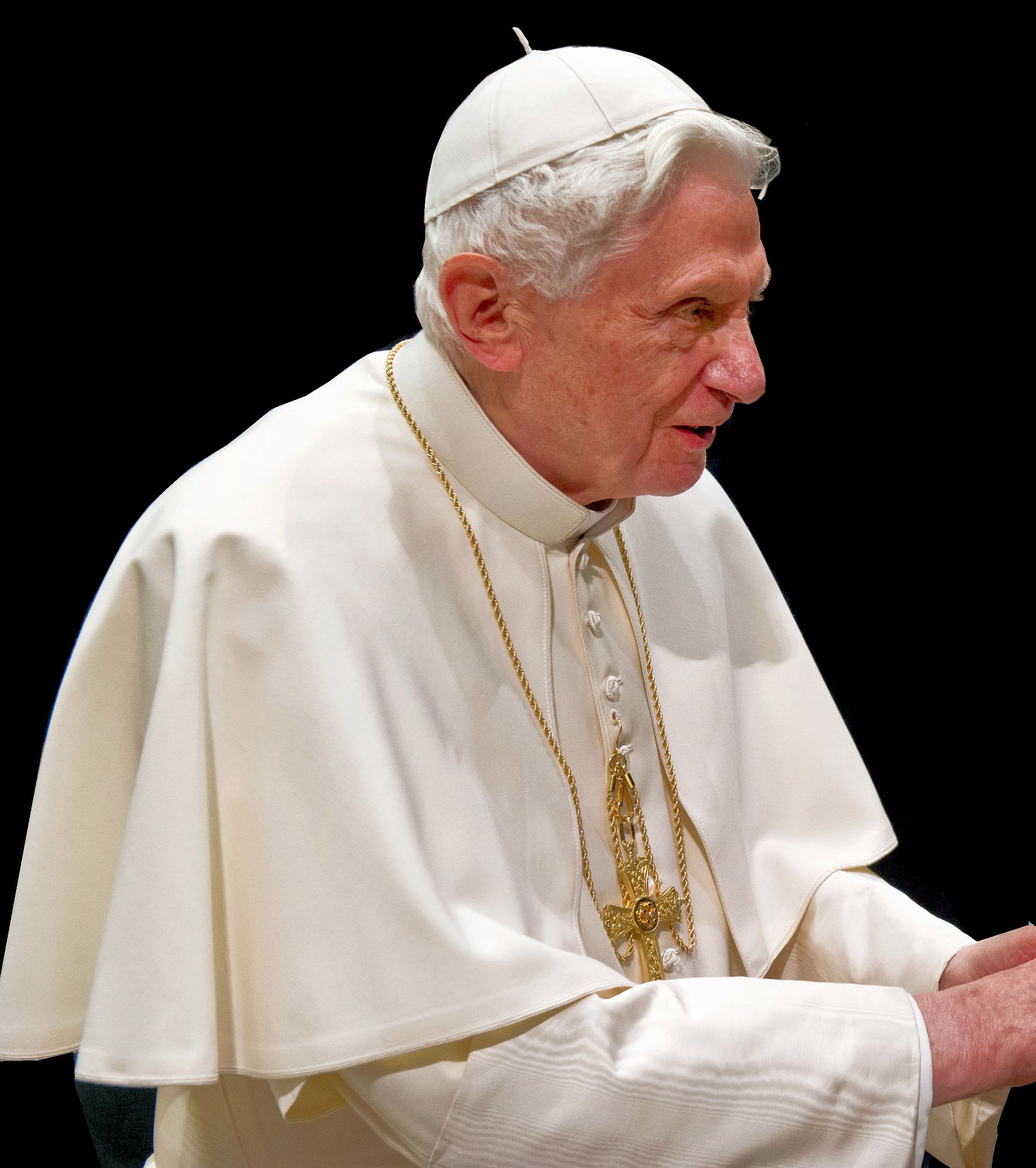
Papa Benedetto XVI il 16 gennaio 2013

Le dimissioni di papa Benedetto XVI furono annunciate l'11 febbraio 2013 ed ebbero effetto alle ore 20 del 28 febbraio seguente. Ratzinger è stato il primo pontefice dell'età moderna e contemporanea a rinunciare al soglio pontificio: l'ultimo fu Gregorio XII (nel 1415, 598 anni prima) e l'ottavo papa nella storia dopo Clemente I (incerto), Ponziano, Silverio, Benedetto IX, Gregorio VI, Celestino V e Gregorio XII. Fu però il primo pontefice ad adottare, una volta dimissionario, il titolo di papa emerito.

## Annuncio
La mattina dell'11 febbraio 2013 si tenne in Vaticano il concistoro per la canonizzazione dei Martiri d'Otranto. Durante esso però, papa Benedetto XVI, dopo che i cardinali votarono per le canonizzazioni, con un discorso in latino, annunciò al mondo la sua scelta.
| Discorso in latino | Traduzione in italiano |
| --- | --- |
| Fratres carissimi Non solum propter tres canonizationes ad hoc Consistorium vos convocavi, sed etiam ut vobis decisionem magni momenti pro Ecclesiae vita communicem. Conscientia mea iterum atque iterum coram Deo explorata ad cognitionem certam perveni vires meas ingravescente aetate non iam aptas esse ad munus Petrinum aeque administrandum. Bene conscius sum hoc munus secundum suam essentiam spiritualem non solum agendo et loquendo exsequi debere, sed non minus patiendo et orando. Attamen in mundo nostri temporis rapidis mutationibus subiecto et quaestionibus magni ponderis pro vita fidei perturbato ad navem Sancti Petri gubernandam et ad annuntiandum Evangelium etiam vigor quidam corporis et animae necessarius est, qui ultimis mensibus in me modo tali minuitur, ut incapacitatem meam ad ministerium mihi commissum bene administrandum agnoscere debeam. Quapropter bene conscius ponderis huius actus plena libertate declaro me ministerio Episcopi Romae, Successoris Sancti Petri, mihi per manus Cardinalium die XIX aprilis MMV commisso renuntiare ita ut a die XXVIII februarii MMXIII, hora XX, sedes Romae, sedes Sancti Petri vacet et Conclave ad eligendum novum Summum Pontificem ab his quibus competit convocandum esse. Fratres carissimi, ex toto corde gratias ago vobis pro omni amore et labore, quo mecum pondus ministerii mei portastis et veniam peto pro omnibus defectibus meis. Nunc autem Sanctam Dei Ecclesiam curae Summi eius Pastoris, Domini nostri Iesu Christi confidimus sanctamque eius Matrem Mariam imploramus, ut patribus Cardinalibus in eligendo novo Summo Pontifice materna sua bonitate assistat. Quod ad me attinet etiam in futuro vita orationi dedicata Sanctae Ecclesiae Dei toto ex corde servire velim. | Carissimi Fratelli, vi ho convocati a questo Concistoro non solo per le tre canonizzazioni, ma anche per comunicarvi una decisione di grande importanza per la vita della Chiesa. Dopo aver ripetutamente esaminato la mia coscienza davanti a Dio, sono pervenuto alla certezza che le mie forze, per l’età avanzata, non sono più adatte per esercitare in modo adeguato il ministero petrino. Sono ben consapevole che questo ministero, per la sua essenza spirituale, deve essere compiuto non solo con le opere e con le parole, ma non meno soffrendo e pregando. Tuttavia, nel mondo di oggi, soggetto a rapidi mutamenti e agitato da questioni di grande rilevanza per la vita della fede, per governare la barca di san Pietro e annunciare il Vangelo, è necessario anche il vigore sia del corpo, sia dell’animo, vigore che, negli ultimi mesi, in me è diminuito in modo tale da dover riconoscere la mia incapacità di amministrare bene il ministero a me affidato. Per questo, ben consapevole della gravità di questo atto, con piena libertà, dichiaro di rinunciare al ministero di Vescovo di Roma, Successore di San Pietro, a me affidato per mano dei Cardinali il 19 aprile 2005, in modo che, dal 28 febbraio 2013, alle ore 20.00, la sede di Roma, la sede di San Pietro, sarà vacante e dovrà essere convocato, da coloro a cui compete, il Conclave per l’elezione del nuovo Sommo Pontefice. Carissimi Fratelli, vi ringrazio di vero cuore per tutto l’amore e il lavoro con cui avete portato con me il peso del mio ministero, e chiedo perdono per tutti i miei difetti. Ora, affidiamo la Santa Chiesa alla cura del suo Sommo Pastore, Nostro Signore Gesù Cristo, e imploriamo la sua santa Madre Maria che assista con la sua bontà materna i Padri Cardinali nell’eleggere il nuovo Sommo Pontefice. Per quanto mi riguarda, anche in futuro, vorrò servire di tutto cuore, con una vita dedicata alla preghiera, la Santa Chiesa di Dio. |

La prima reazione fu quella del cardinale Angelo Sodano, decano del Sacro Collegio, che parlò di «fulmine a ciel sereno».

## Diffusione della notizia
La giornalista dell'ANSA Giovanna Chirri, mentre ascoltava il discorso in latino del Pontefice durante il concistoro dedicato ai martiri di Otranto, fu l'unica a capire l'annuncio della decisione di Benedetto XVI di dimettersi e fece quindi partire alle 11:46 il lancio di agenzia che rese pubblica la notizia al mondo: "Il Papa lascia il Pontificato". L'ANSA scrisse che Ratzinger si era dimesso alle 11:42 dell'11 febbraio 2013. In poco tempo la notizia venne ripresa da altre agenzie, anche prima che ci fosse una conferma ufficiale da parte del Vaticano e partirono le edizioni straordinarie dei telegiornali, sia in Italia che all'estero, seguite da frenetiche condivisioni sui social network.

## Reazioni
Il presidente della Repubblica Italiana Giorgio Napolitano commentò tale avvenimento rilevando il grande coraggio e senso di responsabilità mostrati da Benedetto XVI nel prendere questa decisione. Il presidente del Consiglio italiano Mario Monti si disse estremamente scosso da questa inaspettata notizia. Attestati di stima e rispetto arrivarono poi dal presidente francese François Hollande, dalla cancelliera tedesca Angela Merkel, dal primo ministro britannico David Cameron, dal presidente statunitense Barack Obama e da numerosi altri leader mondiali.

## Controversia sull'invalidità delle dimissioni

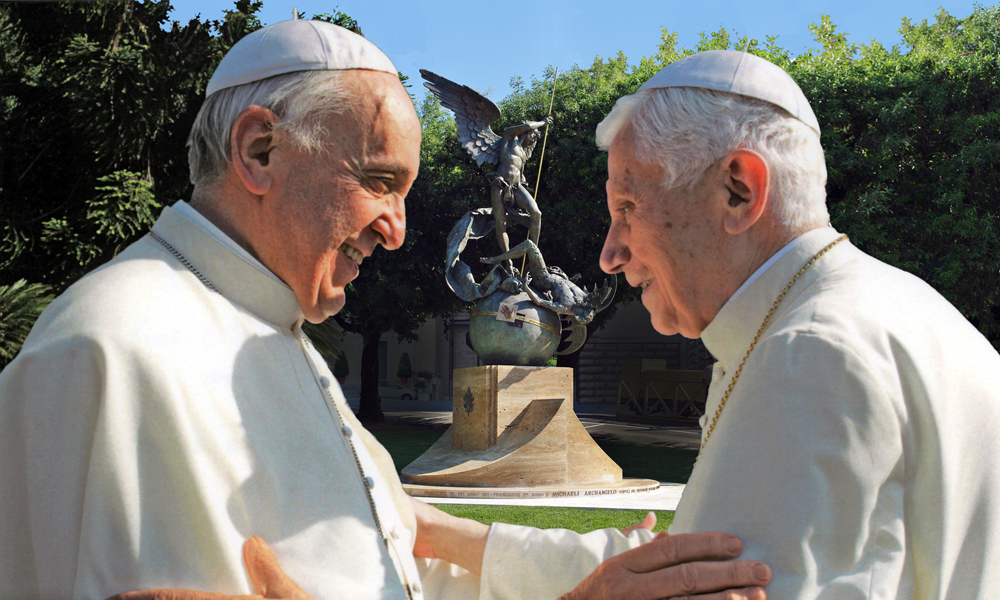
Incontro tra papa Francesco e Benedetto XVI il 5 luglio 2013

L'idea dell'invalidità della rinuncia di Benedetto XVI è stata per la prima volta esposta già nel 2013, quando Luciano Canfora in un articolo pubblicato sul Corriere della Sera fece notare come il testo della declaratio contenesse errori grammaticali. Dello stesso parere fu anche il filologo tedesco Wilfried Stroh, il quale riportò la questione sulle pagine del quotidiano monacense Abendzeitung. In un articolo de La Stampa del febbraio 2014, il papa emerito confermò al giornalista Andrea Tornielli la validità delle sue dimissioni, affermando che fosse assurdo speculare sulla sua decisione.
Negli ultimi anni, alcune speculazioni sull'invalidità delle dimissioni sono state sostenute da Alessandro Minutella, sacerdote cattolico scomunicato latae sententiae per eresia e scisma e dimesso dallo stato clericale, e dal giornalista Andrea Cionci, il quale con la pubblicazione del libro Codice Ratzinger sostiene che Benedetto XVI abbia volontariamente commesso errori nella declaratio della rinuncia in quanto impossibilitato a esercitare il suo ufficio a causa di Sede impedita. Anche il saggista, filosofo ed opinionista Diego Fusaro ha sostenuto le tesi di Cionci e Minutella, secondo i quali Ratzinger avrebbe inoltre sostituito il sostantivo "munus" (ufficio) con "ministerium" (ministero), mantenendo quindi la carica pontificia e rendendo l'atto invalido a seguito del mancato riferimento esplicito al munus come indicato dal Can. 332 § 2 del Codice di diritto canonico.
Ad avvalorare tali teorie, secondo i suoi sostenitori, vi sarebbero alcune dichiarazioni di Benedetto XVI e del suo segretario Georg Gänswein. Interrogato sul perché continuasse a indossare l'abito talare bianco proprio del Papa, Ratzinger avrebbe risposto ironicamente più volte sostenendo che nell'armadio "non vi fossero altri vestiti". Tuttavia lo stesso Ratzinger ha specificato come il suo abito si distinguesse in modo significativo da quello del Papa regnante, in conformità con la figura valida del Pontefice emerito. Tale risposta sarebbe stata data anche a Piergiorgio Odifreddi in un colloquio privato.